# Selwo Marina
Selwo Marina est un parc zoologique marin espagnol situé en Andalousie, dans la province de Malaga à Benalmádena. Fondé en 2002, il est la propriété de la multinationale espagnole Parques Reunidos, qui exploite également le parc zoologique Selwo Aventura dans la même province.
Il s'agit d'un parc d'1,67 hectare situé sur la Costa del Sol, près du parc La Paloma, de la promenade maritime, de la plage de Santa Ana, du château Bil Bil et du temple hindou.
Membre permanent de l'Association européenne des zoos et aquariums, il s'engage dans la conservation ex situ en participant à des programmes européens pour les espèces menacées.
Il accueille environ 217 000 visiteurs par an, en moyenne.

## Installations et faune présentée
Il comprend le seul delphinarium d'Andalousie, dans lequel sont présentés des grands dauphins, et un espace consacré aux manchots. Il présente aussi des otaries à crinière, des oiseaux exotiques, des crocodiles nains et des serpents.

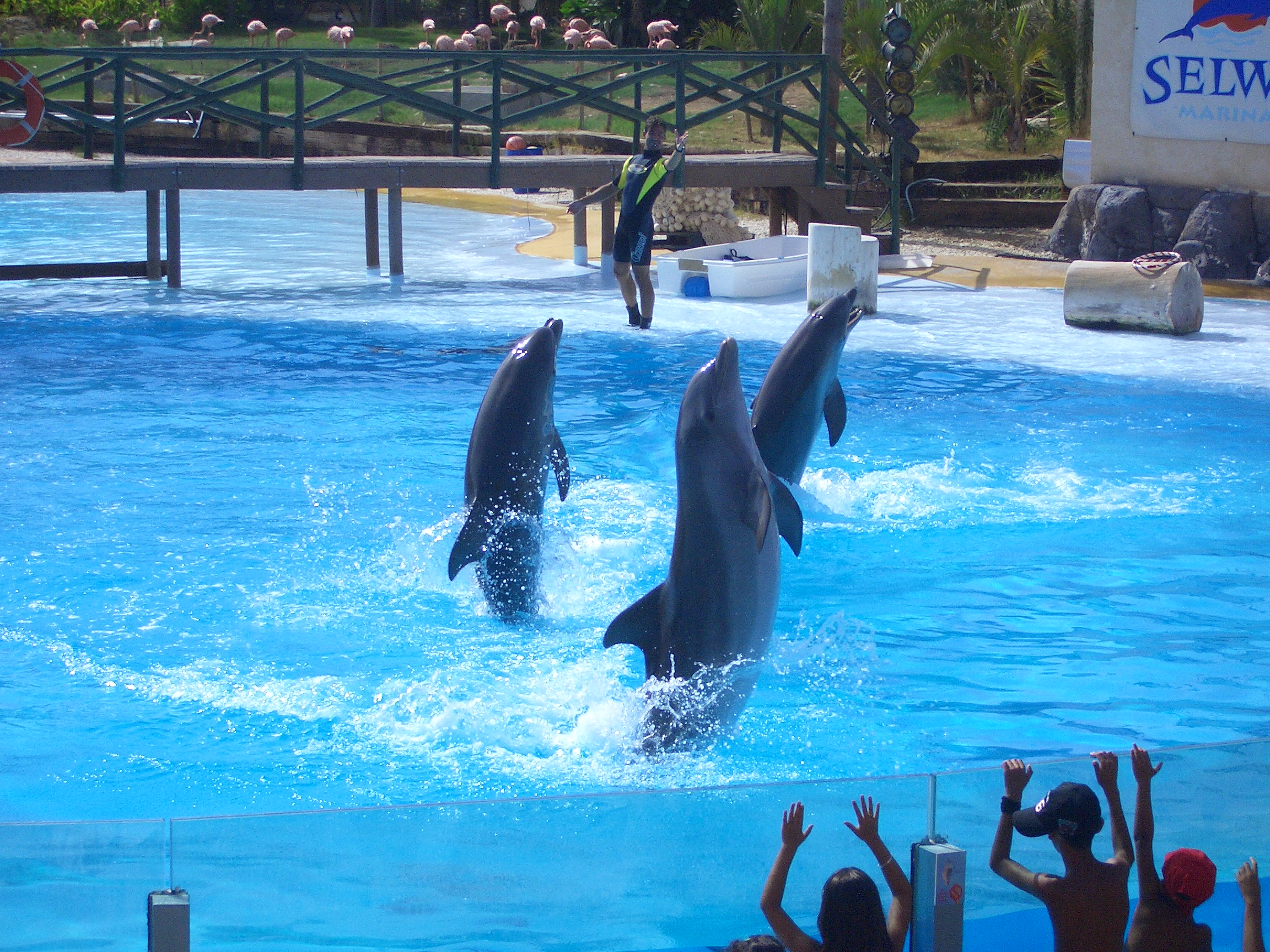
Grands dauphins.
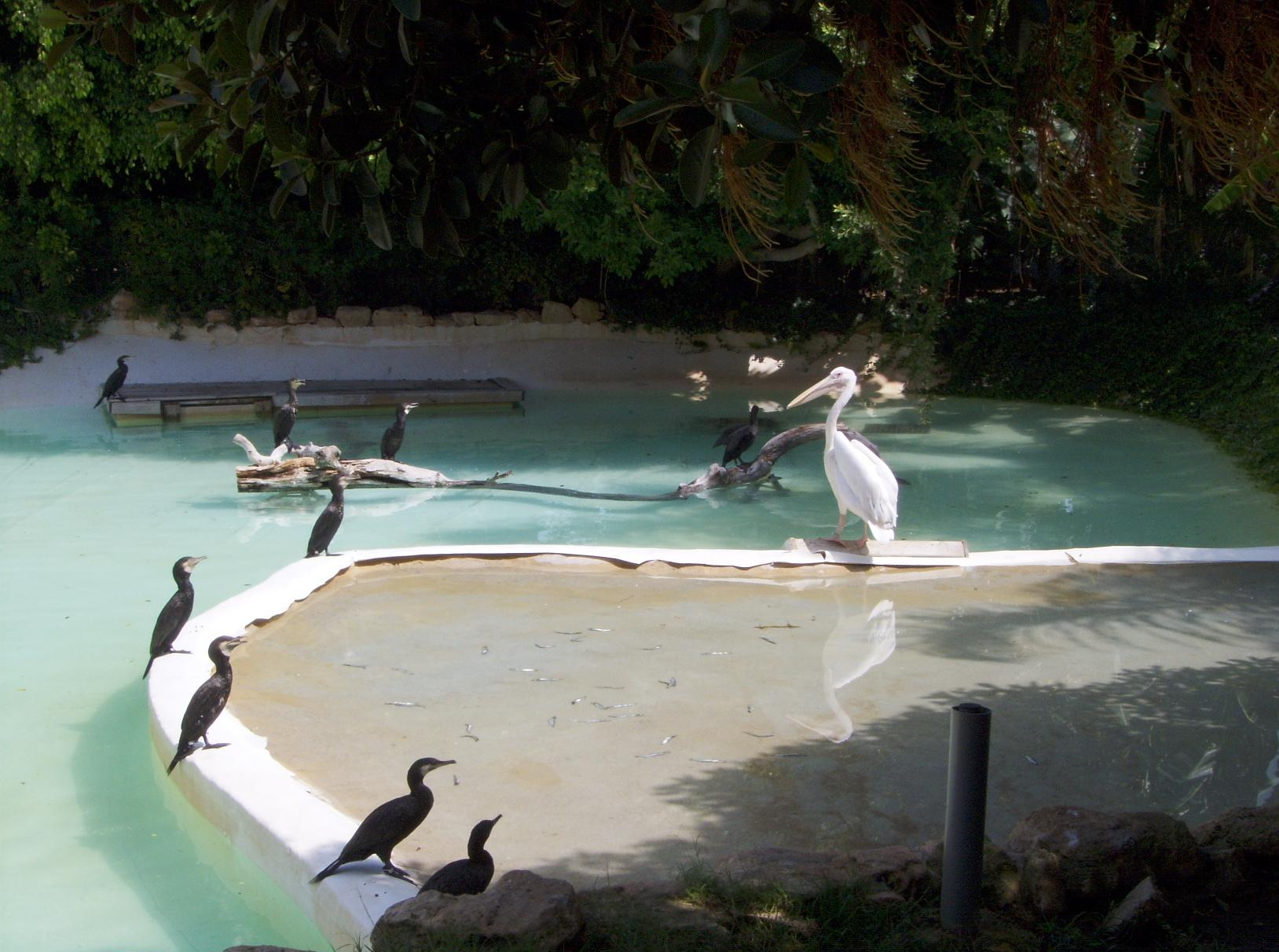
Oiseaux marins.
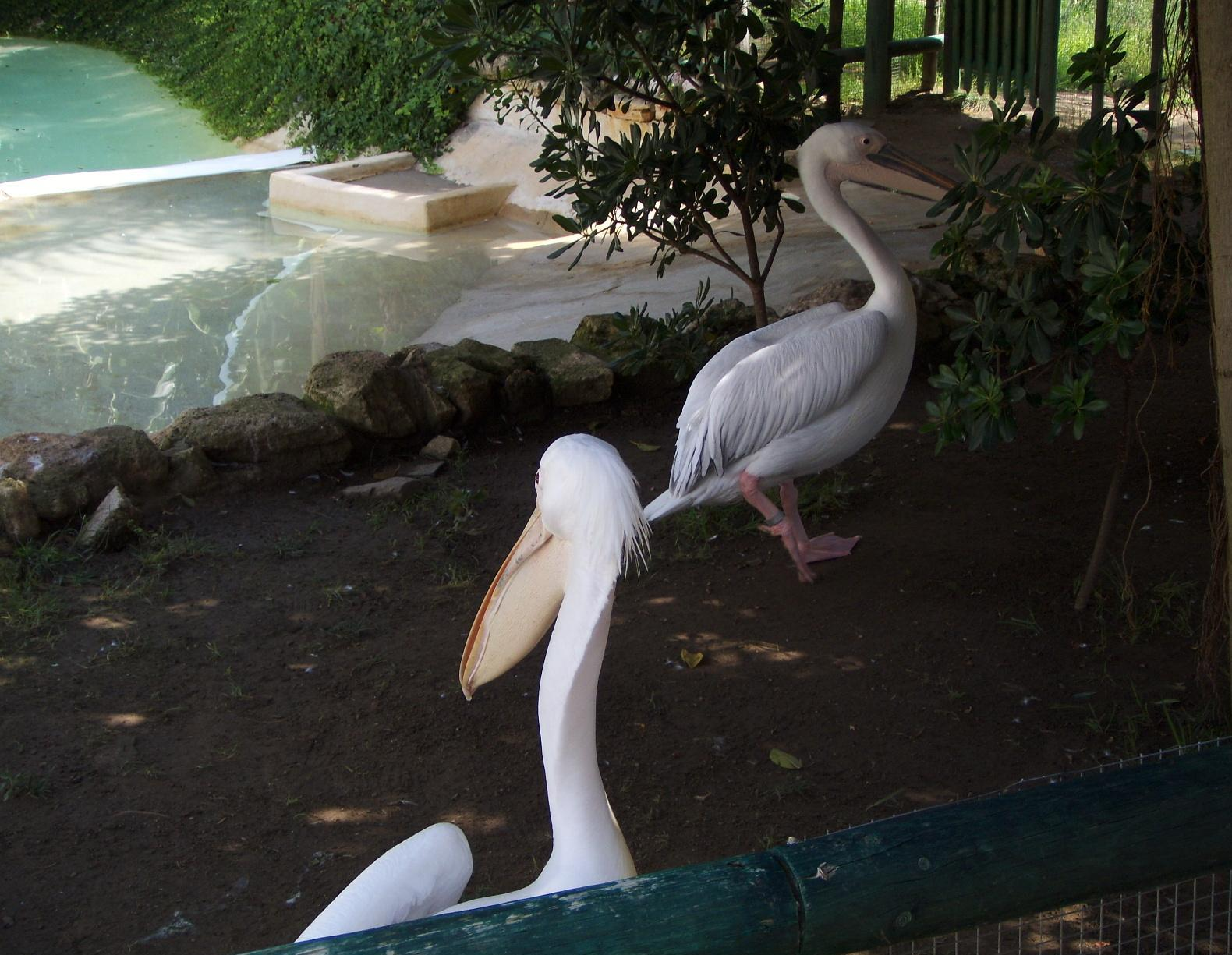
Pélicans.
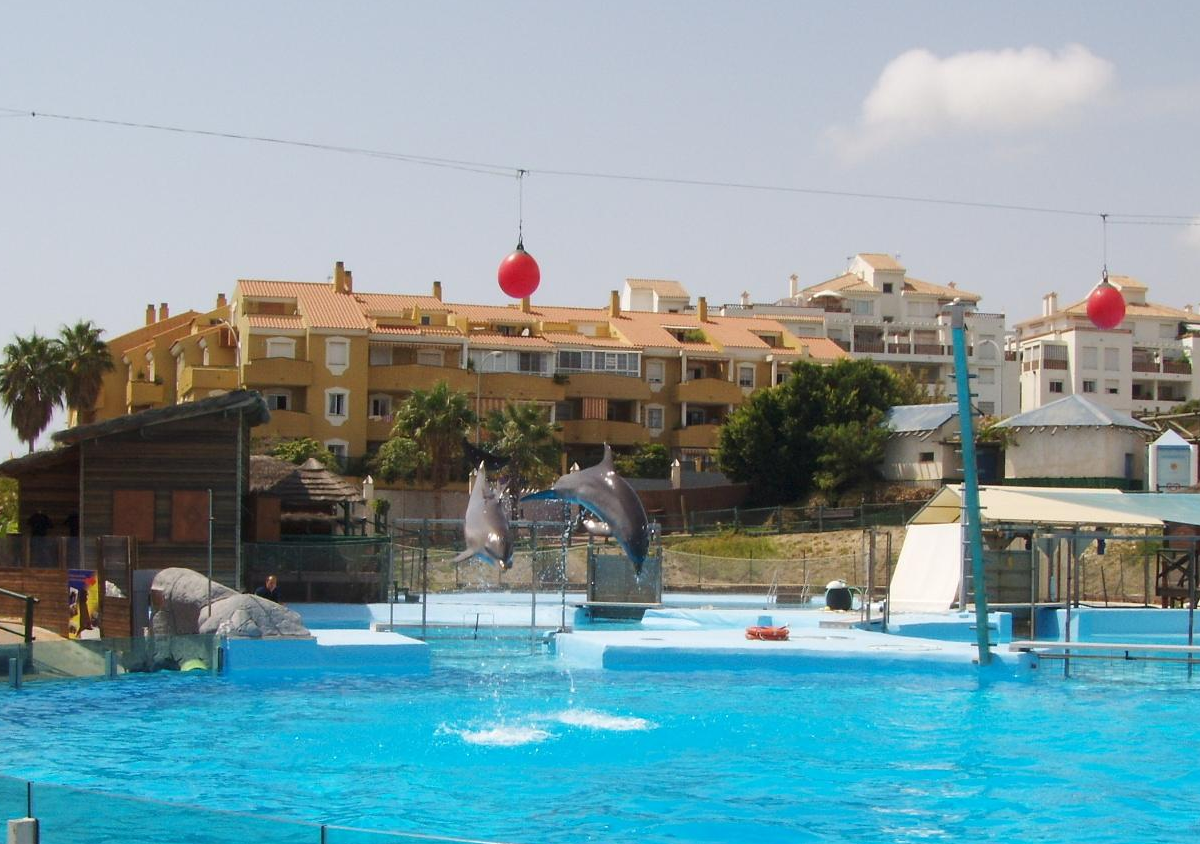
Grands dauphins.

## Conservation
Membre permanent de l'Association européenne des zoos et aquariums, il s'engage dans la conservation ex situ en participant à des programmes européens pour les espèces menacées.

## Économie et fréquentation
En 2013, il avait accueilli 2 393 000 visiteurs depuis son ouverture, soit environ 217 000 par an, en moyenne.

## Critiques
En octobre 2009, l'organisation de défense des grands singes Great Ape Project dénonce le mauvais traitements des dauphins utilisés pour les spectacles, ainsi que d'autres infractions à la loi 31/03 du 27 octobre, sur la conservation de la faune sauvage dans les parcs zoologiques.